# إيقاع الخبب
ايقاع الخبب هو ايقاع غنائي نادر صنفه البعض على أنه بحر من بحور الشعر بالتحديد المتدارك ورفض البعض أن يكون الخبب بحراُ من بحور الشعر بل صنفوه إيقاع غنائي .